# إيجار شومبيتري
يتم تحصيل الإيجارات الشومبيترية من قبل المبتكرين وتحدث خلال الفترة الزمنية بين تقديم الابتكار ونشره الناجح. ومن المتوقع أن تُقلد الابتكارات الناجحة في الوقت المناسب ولكن إلى أن يحدث ذلك فإن المبتكر سيحصل الايجارات الشومبيترية والتي سُميت على اسم الخبير الاقتصادي جوزيف شومبيتر الذي رأى أن الأرباح التي حققتها الأعمال التجارية الناتجة عن تطوير عمليات جديدة تخل بالتوازن الاقتصادي وتزيد الإيرادات مؤقتًا عن تكاليف مواردها . ويسمى هذا النوع من الربح أيضًا بالإيجار الريادي.
فيما يُنظر إلى الإيجار الشومبيتري كشكل من أشكال الإيجار الاقتصادي و كذلك يُنظر إليه كحافز لتحقيق كفاءة اقتصادية أكبر.

## كارل ماركس
يُعادلُ الاقتصادُ الماركسي الإيجارَ الشومبيتري في قيمة الفائض الإضافية التي يتم جنيها من العامل أثناء ارتفاع الإنتاجية المحلية مما يعني تطور القوى المنتجة من خلال الابتكار الذي يملكه الرأسمالي المعني في حين أن جميع المؤسسات الأخرى تترك القوى المنتجة غير المطورة والنتيجة هي ارتفاع معدل الربح المحلي حيث يتم إنتاج السلعة المعنية الآن أرخص من هذا المشروع وحده، ومع ذلك لا يزال من الممكن بيعها بسعر السوق العام، أما في النظرية الماركسية فإن كسب فائض القيمة هو ما يدفع ويوجه الرأسمالي وبالتالي الرأسمالية نفسها.